# Arquebisbat d'Urbino-Urbania-Sant'Angelo in Vado
L'arquebisbat d'Urbino-Urbania-Sant'Angelo in Vado (italià: Arcidiocesi di Urbino-Urbania-Sant'Angelo in Vado; llatí: Archidioecesis Urbinatensis-Urbaniensis-Sancti Angeli in Vado) és una seu de l'Església catòlica, sufragània de l'arquebisbat de Pesaro, que pertany a la regió eclesiàstica Marques. El 2010 tenia 50.500 batejats d'un total de 54.900 habitants. Actualment està regida per l'arquebisbe Giovanni Tani.

## Territori

L'arxidiòcesi d'Urbino-Urbania-Sant'Angelo in Vado

L'arxidiòcesi comprèn els municipis de Acqualagna, Borgo Pace, Colbordolo, Fermignano, Isola del Piano, Mercatello sul Metauro, Montecalvo in Foglia, Peglio, Petriano, Piobbico, Sassocorvaro, Sant'Angelo in Vado, Urbania i Urbino. Comprèn, a més, part dels municipis de Lunano, Fossombrone, Montelabbate i Piandimeleto.
La seu arxiepiscopal és la ciutat d'Urbino, on es troba la catedral de Santa Maria Assunta. A Urbania i a Sant'Angelo in Vado es troben les cocatedrals dedicades respectivament a San Cristoforo martire i a San Michele arcangelo.
El territori està dividit en 54 parròquies.

## Història

### La diòcesi d'Urbino
La diòcesi d'Urbino va erigir-se durant el segle vi, encara que la tradició assenyala com el primer bisbe Evandro, que va viure al segle iv. La primera confirmació històrica de l'existència de la diòcesi es remunta al 593, quan s'esmenta el bisbe Leonzio, al qual el Papa Gregori el Gran va donar l'administració de l'església de Rimini.
El 1021 la primitiva catedral de Sant Sergi, que se situa fora de la ciutat, va ser abandonada i el bisbe Teodorico va traslladar la seva seu a l'església de Santa Maria.
En 1380 el beat Pietro Gambacorta va donar la vida, no gaire lluny d'Urbino, a la congregació dels Pobres Eremites de Sant Jeroni, que es va estendre per Itàlia.
El 7 de juliol de 1563 va ser elevada al rang d'arxidiòcesi metropolitana amb la butlla Super universas del Papa Pius IV. Originalment, li van ser assignades com a sufragànies les diòcesis de Cagli, Senigallia, Pesaro, Fossombrone, Montefeltro i Gubbio.
El 21 de novembre de 1592 es va instituir el seminari de la diòcesi.
El patrimoni arquitectònic de la diòcesi va ser colpejat pel terratrèmol del 3 de juny de 1781. La cúpula de la catedral d'Urbino va cedir el gener de 1789, causant danys a les obres d'art albergades a l'església.
Durant el període napoleònic l'arxidiòcesi d'Urbino va ser dirigit pel bisbe Spiridione Berioli, de tendències filonapoleòniques, en contrast amb el clergat diocesà. No obstant això, després de la caiguda de Napoleó, Berioli abandonar les simpaties liberals. Durant el seu episcopat, en 1801, va tornar a obrir la catedral restaurada en formes neoclàssiques.
Després de l'annexió de les Marques al Regne d'Itàlia, l'arxidiòcesi d'Urbino va haver de patir la política anticlerical del govern unitari. L'arquebisbe Angeloni, considerat un reaccionari, va ser detingut tres vegades. Mentrestant, al llarg de la segona meitat del segle xix va sorgir organitzacions benèfiques: l'orfenat, la "Casa de la Construcció", la Conferència de Sant Vicenç de Paul, l'institut Santa Felicitat a l'educació de les nenes pobres, la Banca Catòlica, les cooperatives catòliques i els bancs rurals.
El 1900 va néixer el diari diocesà "L'Ancora", seguit de "Il Dovere" i "Il lavoro", que es va oposar a la premsa socialista.

### La diòcesi d'Urbania i Sant'Angelo in Vado
Tiphernum Metaurense, avui Sant'Angelo in Vado, probablement era un bisbat en l'antiguitat, sent després destruït pels gots al segle vi. De fet, no està clara la distinció dels bisbes de Tiferno, que podrien pertànyer a la seu de Città di Castello, a Umbria (Tiphernum Tiberiacum), o a la seu de les Marques: Lanzoni atribueix amb certesa a aquest últim el bisbe Lucifero, citat el 465, i amb el benefici del dubte el bisbe Mario, citat el 499.
El 18 de febrer de 1635, amb dues butlles amb el mateix inici Pro excellenti praeminentia, el Papa Urbà VIII va erigir la ciutat d'Urbania i de Sant'Angelo in Vado en seus diocesanes, les va unir a aeque principaliter i les va declarar sufragànies d'Urbino.
La diòcesi es deriva de l'abadia nullius San Cristoforo di Castel Durante, declarada exempta el 8 de març de 1401, amb territori desmembrat de la diòcesi d'Urbino. El territori de l'abadia nullius i posterior diòcesi incloïa Sant'Angelo in Vado i Sassocorvaro, i Castel Durante, que en homenatge a la papa que va fer un bisbat, va canviar el seu nom a Urbania. La diòcesi també va incorporar la col·legiata nullius de Mercatello (erigida el 1180) i de Lamoli, després del breu Cum nuper nos del 20 d'octubre de 1636. La residència del bisbe, d'acord amb les butlles d'erecció, era alternativament en Sant'Angelo in Vado i Urbania, alternant d'un bisbe a un altre.

### Les seus unides
El 7 d'abril de 1965, a la mort del bisbe Giovanni Capobianco, les diòcesis de Sant'Angelo in Vado i d'Urbania van romandre com a seus vacants, fins al 23 de maig de 1977 quan es van unir in persona episcopi a l'arxidiòcesi d'Urbino amb l'arquebisbe Ugo Donato Bianchi.
El 30 de setembre de 1986, amb el decret Instantibus votis de la Congregació per als Bisbes, s'establí la unió plena de les tres diòcesis i el nou districte eclesiàstic va assumir el seu nom actual.
L'arxidiòcesi va perdre la dignitat metropolitana l'11 de març de 2000 en favor de l'arxidiòcesi de Pesaro.

## Cronologia episcopal

### Bisbes i arquebisbes d'Urbino
- Evandro † (citat el 313)[5]
- Leonzio † (inicis de 593 - finals de 596)
- Sebastiano † (citat el 599)[6]
- Esilarato † (citat el 680)
- Temaurino † (citat el 769)
- Mariano (o Mauriano) † (citat el 826)
- Costantino † (citat el 853)
- Pietro I † (citat el 861)
- Giovanni † (citat el 877)
- Alberto † (citat el 887)
- Teodorico † (inicis de 1021 - 22 d'abril de 1049 mort)
- Teuzone † (1050 - ?)
- Beato Mainardo (1056 - 1088 mort)
- Pietro II † (1088 - ?)
- Guido I † (inicis de 1145 - 1146 mort)
- Giso † (inicis de 1162 - 1192 mort)
- Ugo Brandi † (1192 - 1203 mort)
- Vivio † (1204 - 1213 mort)
- Ranieri † (1214 - ?)
- Oddone † (març de 1221 consagrat - 1242 mort)
- Pietro III † (1242 - 1258 mort)
- Guido Brancaleoni, O.S.B. † (20 d'agost de 1259 - 1285 mort)
- Egidio † (3 d'octubre de 1285 - 1309 mort)
- Corrado, O.E.S.A. † (6 d'abril de 1309 - 1317 mort)
- Alessandro Guidi † (17 de març de 1317 - 1342 mort)
- Marco Rognoni, O.P. † (20 de novembre de 1342 - 1347 mort)
- Bartolomeo Carusi, O.E.S.A. † (12 de desembre de 1347 - 1349 o 1350 mort)
- Francesco Brancaleoni † (2 de maig de 1350 - 1370 mort)
- Guglielmo, O.F.M. † (30 de març de 1373 - 15 de gener de 1379 nomenat patriarca de Costantinoble)
  - Francesco, O.F.M. † (20 d'abril de 1379 - 1379 dimití) (antibisbe)
- Oddone Colonna † (1380 - 1409 dimití)
- Matteo Ghiri (Fiorilli) † (1409 - 26 de juliol de 1412 nomenat bisbe de Forlì)
- Giorgio † (26 de juliol de 1412 - 1413 dimití)[7]
- Matteo Ghiri (Fiorilli) † (1413 - 1423 mort) (per segon cop)
- Tommaso Tomassini, O.P. † (24 de setembre de 1423 - 11 de desembre de 1424 nomenat bisbe de Traù)
- Giacomo Balardi, O.P. † (11 de desembre de 1424 - 12 de setembre de 1435 mort)
- Antonio Altan † (10 de febrer de 1436 - 1450 mort)
- Latino Orsini † (23 de desembre de 1450 - 11 de setembre de 1452 dimití)
- Andrea Percibelli † (11 de setembre de 1452 - 26 de maig de 1463 nomenat bisbe de Muro Lucano)
- Girolamo Staccoli † (26 de maig de 1463 - 1468 mort)
- Giovanni Battista Mellini † (27 d'abril de 1468 - 24 de juliol de 1478 mort)
- Lazzaro Racanelli, O.P. † (14 d'agost de 1478 - 1484 mort)
- Filippo Contorni † (20 de setembre de 1484 - 16 d'abril de 1491 mort)
- Giampietro Arrivabene † (18 d'abril de 1491 - 1504 mort)
- Gabriele de' Gabrielli † (27 de març de 1504 - 5 de novembre de 1511 mort)
- Antonio Trombetta † (7 de novembre de 1511 - 1514 dimití)
  - Domenico Grimani † (29 de març de 1514 - 17 de juliol de 1523 dimití) (administrador apostòlic)
- Giacomo Narducci † (17 de juliol de 1523 - 14 de gener de 1540 mort)
- Dionisio Laurerio, O.S.M. (13 de febrer de 1540 - 17 de setembre de 1542 mort)
- Gregorio Cortesi, O.S.B. † (6 de novembre de 1543 - 21 de setembre de 1548 mort)
- Giulio della Rovere † (24 de setembre de 1548 - 18 de novembre de 1551 nomenat administrador apostòlic de Novara)
- Felice Tiranni † (18 de novembre de 1551 - 1 de febrer de 1578 mort)
  - Giulio della Rovere † (1578 - 1578 dimití) (per segon cop, administrador apostòlic)
- Antonio Giannotti † (11 d'agost de 1578 - 1597 mort)
- Giuseppe Ferrerio † (1597 - 16 de març de 1610 mort)
- Benedetto Ala † (5 de maig de 1610 - 27 d'abril de 1620 mort)
- Ottavio Accoramboni † (17 de maig de 1621 - 1623 dimití)
- Paolo Emilio Santorio † (20 de novembre de 1623 - 4 d'agost de 1635 mort)
- Antonio Santacroce † (9 de juny de 1636 - 16 de novembre de 1643 dimití)
- Francesco Vitelli † (16 de novembre de 1643 - de febrer de 1646 mort)
- Ascanio Maffei † (25 de juny de 1646 - d'octubre de 1659 mort)
- Giacomo de Angelis † (20 de setembre de 1660 - 1667 dimití)
- Callisto Puccinelli, O.S.M. † (16 de març de 1667 - 12 d'abril de 1675 mort)
- Giambattista Candiotti † (9 de setembre de 1675 - circa de setembre de 1684 mort)
- Antonio Roberti † (10 de setembre de 1685 - 26 de gener de 1701 mort)
  - Sede vacante (1701-1709)
  - Sebastiano Antonio Tanara † (1703 - 1709 dimití) (administrador apostòlic)
- Antonio Francesco Sanvitale † (6 de maig de 1709 - 17 de desembre de 1714 mort)
- Tommaso Maria Marelli, C.O. † (7 de desembre de 1716 - 23 de febrer de 1739 nomenat bisbe d'Imola)
- Antonio Guglielmi † (22 de juny de 1739 - 5 de febrer de 1766 mort)
- Domenico Monti † (14 d'abril de 1766 - 8 de setembre de 1787 mort)
- Spiridione Berioli † (17 de desembre de 1787 - 19 d'abril de 1819 mort)
- Ignazio Ranaldi, C.O. † (23 d'agost de 1819 - 2 de gener de 1827 mort)
- Giangrisostomo Dondini † (21 de maig de 1827 - 10 de novembre de 1832 mort)
- Giovanni Niccolò Tanara † (17 de desembre de 1832 - 24 de novembre de 1845 nomenat patriarca titular d'Antioquia)
- Alessandro Angeloni † (16 d'abril de 1846 - 5 d'agost de 1881 mort)
- Antonio Maria Pettinari, O.F.M. † (18 de novembre de 1881 - 27 de juliol de 1885 dimití)
- Carlo Maria Borgognini † (15 de gener de 1886 - 24 de maig de 1889 nomenat arquebisbe de Mòdena i abat de Nonantola)
- Nicodario Vampa † (30 de desembre de 1889 - 27 de setembre de 1903 mort)
- Giovanni Maria Santarelli † (11 d'agost de 1904[8] - 1908 mort)
- Ciro Pontecorvi † (29 d'abril de 1909[9] - 1911 mort)
- Giacomo Ghio † (28 de març de 1912 - 20 d'octubre de 1931 dimití)
- Antonio Tani † (1 de maig de 1932 - 31 de desembre de 1952 dimití)
- Anacleto Cazzaniga † (12 de gener de 1953 - 23 de maig de 1977 ritirato)
- Ugo Donato Bianchi † (23 de maig de 1977 - 30 de setembre de 1986 nomenat arquebisbe d'Urbino-Urbania-Sant'Angelo in Vado)

### Bisbes deTiphernum Metaurense
- Lucifero † (citat el 465)
- Mario † (citat el 499)[10]

### Bisbes d'Urbania e Sant'Angelo in Vado
- Onorato Onorati † (22 de setembre de 1636 - agost de 1683 dimití)
- Orazio Ondedei † (10 d'abril de 1684 - març de 1688 mort)
- Pietro Barugi † (15 de novembre de 1688 - de maig de 1708 mort)
- Antonio Antonelli † (6 de maig de 1709 - 17 de novembre de 1711 mort)
- Giovanni Vincenzo Castelli, O.P. † (21 de març de 1714 - 24 de setembre de 1736 mort)
- Giuseppe Fabbretti † (19 de novembre de 1736 - 18 de novembre de 1747 mort)
- Deodato Baiardi † (18 de desembre de 1747 - 28 de novembre de 1776 mort)
- Giovanni Pergolini † (17 de febrer de 1777 - d'agost de 1779 mort)
- Paolantonio Agostini Zamperoli † (13 de desembre de 1779 - circa 1813 mort)
  - Sede vacante (1813-1816)
- Francesco Leonini † (22 de juliol de 1816 - 9 d'abril de 1822 mort)
  - Sede vacante (1822-1824)
- Francesco Tassinari † (27 de setembre de 1824 - 27 de desembre de 1832 mort)
- Lorenzo Parigini † (15 d'abril de 1833 - 24 de desembre de 1848 mort)
- Antonio Boscarini † (20 d'abril de 1849 - 3 de juny de 1872 mort)
- Giovanni Maria Maioli † (29 de juliol de 1872 - 19 de juny de 1893 mort)
- Francesco Baldassarri † (18 de maig de 1894 - 15 d'abril de 1901 nomenat bisbe d'Ímola)
- Antonio Valbonesi † (15 d'abril de 1901 - 4 de maig de 1906 dimití)
  - Sede vacante (1906-1908)
- Luigi Giacomo Baccini, O.F.M.Cap. † (18 d'agost de 1908 - 16 de gener de 1935 mort)
- Giovanni Capobianco † (1 d'abril de 1935 - 7 d'abril de 1965 mort)
  - Sede vacante (1965-1977)
- Ugo Donato Bianchi † (23 de maig de 1977 - 30 de setembre de 1986 nomenat arquebisbe d'Urbino-Urbania-Sant'Angelo in Vado)

### Arquebisbes d'Urbino-Urbania-Sant'Angelo in Vado
- Ugo Donato Bianchi † (30 de setembre de 1986 - 5 d'abril de 1999 mort)
- Francesco Marinelli (11 de març de 2000 - 24 de juny de 2011 jubilat)
- Giovanni Tani, des del 24 de juny de 2011

## Estadístiques
A finals del 2010, la diòcesi tenia 50.500 batejats sobre una població de 54.900 persones, equivalent al 92,0% del total.
| any                                              | població | població | població | sacerdots | sacerdots       | sacerdots       | sacerdots             | diaques | religiosos | religiosos | parroquies |
| ------------------------------------------------ | -------- | -------- | -------- | --------- | --------------- | --------------- | --------------------- | ------- | ---------- | ---------- | ---------- |
| any                                              | batejats | total    | %        | total     | clergat secular | clergat regular | batejats por sacerdot | diaques | homes      | dones      |            |
| arquebisbat d'Urbino                             |          |          |          |           |                 |                 |                       |         |            |            |            |
| 1950                                             | 46.700   | 47.000   | 99,4     | 116       | 108             | 8               | 402                   |         | 10         | 82         | 97         |
| 1970                                             | 38.450   | 38.500   | 99,9     | 84        | 74              | 10              | 457                   |         | 10         | 94         | 111        |
| 1980                                             | 36.200   | 38.200   | 94,8     | 84        | 71              | 13              | 430                   |         | 13         | 85         | 111        |
| bisbat d'Urbania i Sant'Angelo in Vado           |          |          |          |           |                 |                 |                       |         |            |            |            |
| 1950                                             | 17.664   | 17.664   | 100,0    | 71        | 58              | 13              | 248                   |         | 10         | 91         | 61         |
| 1970                                             | 9.582    | 9.582    | 100,0    | 33        | 29              | 4               | 290                   |         | 4          | 84         | 37         |
| 1980                                             | 13.450   | 13.463   | 99,9     | 44        | 42              | 2               | 305                   |         | 2          | 82         | 57         |
| arquebisbat d'Urbino-Urbania-Sant'Angelo in Vado |          |          |          |           |                 |                 |                       |         |            |            |            |
| 1990                                             | 50.700   | 51.000   | 99,4     | 97        | 86              | 11              | 522                   |         | 11         | 145        | 51         |
| 1999                                             | 52.600   | 54.000   | 97,4     | 81        | 72              | 9               | 649                   |         | 9          | 126        | 53         |
| 2000                                             | 53.100   | 54.500   | 97,4     | 81        | 71              | 10              | 655                   |         | 10         | 125        | 53         |
| 2001                                             | 53.500   | 55.000   | 97,3     | 78        | 65              | 13              | 685                   | 1       | 13         | 130        | 53         |
| 2002                                             | 54.623   | 57.617   | 94,8     | 81        | 65              | 16              | 674                   | 1       | 17         | 143        | 53         |
| 2003                                             | 54.600   | 57.600   | 94,8     | 79        | 63              | 16              | 691                   | 1       | 16         | 143        | 54         |
| 2004                                             | 54.600   | 57.600   | 94,8     | 70        | 60              | 10              | 780                   |         | 10         | 140        | 54         |
| 2010                                             | 50.500   | 54.900   | 92,0     | 68        | 59              | 9               | 742                   | 1       | 10         | 108        | 54         |

## Galeria fotogràfica

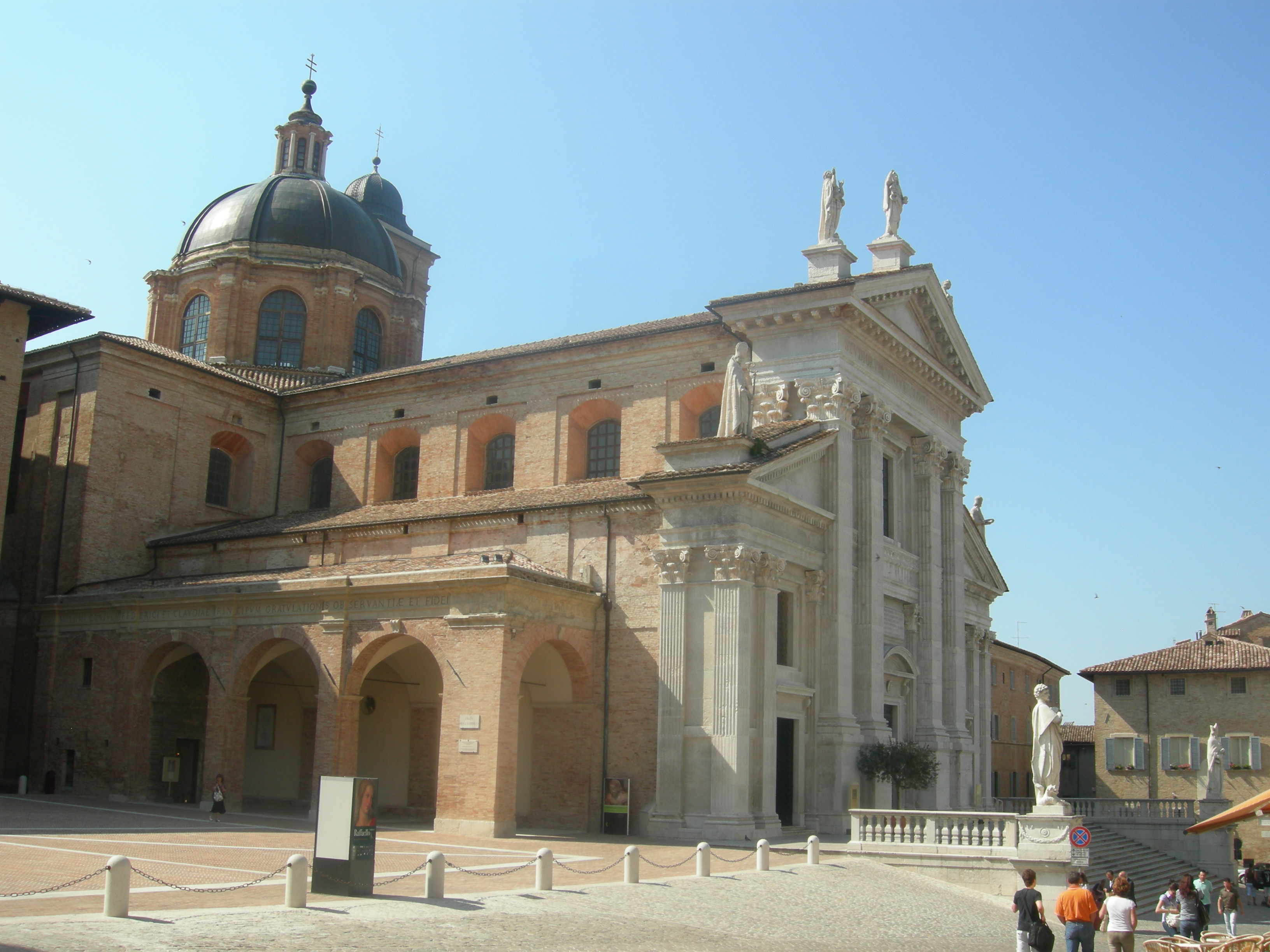
La catedral d'Urbino
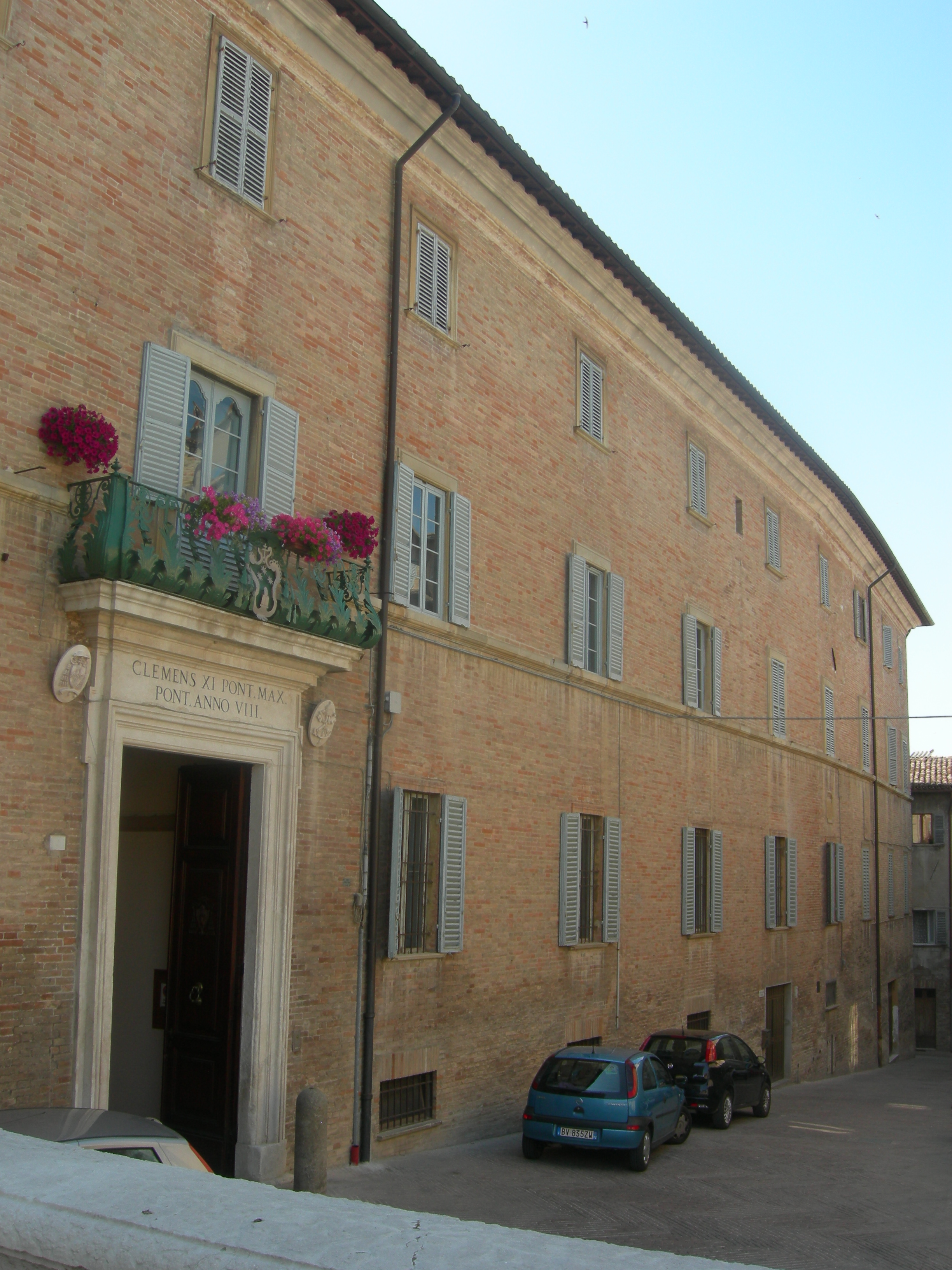
El palau episcopal d'Urbino

### Per la seu d'Urbino
- Aquest article incorpora fragments d'una publicació que està en domini públic:  «article name needed». A: Charles Herbermann. Catholic Encyclopedia.  Nova York: Robert Appleton, 1913.
- Francesco Lanzoni, Le diocesi d'Italia dalle origini al principio del secolo VII (an. 604), vol. I, Faenza 1927, p. 503 (italià)
- Giuseppe Cappelletti, Le Chiese d'Italia dalla loro origine sino ai nostri giorni, Venècia 1845, vol. III, pp. 165–233 (italià)
- Pius Bonifacius Gams, Series episcoporum Ecclesiae Catholicae, Leipzig 1931, pp. 735–736 (llatí)
- Konrad Eubel, Hierarchia Catholica Medii Aevi, vol. 1 Arxivat 2019-07-09 a Wayback Machine., p. 509; vol. 2 Arxivat 2018-10-04 a Wayback Machine., p. 302; vol. 3 Arxivat 2019-03-21 a Wayback Machine., p. 326; vol. 4 Arxivat 2018-10-04 a Wayback Machine., p. 365; vol. 5, p. 399; vol. 6, p. 426 (llatí)
- Butlla Super universas, a Bullarum diplomatum et privilegiorum sanctorum Romanorum pontificum Taurinensis editio, Vol. VII, pp. 252–254 (llatí)

### Per la seu d'Urbania e Sant'Angelo in Vado
- Francesco Lanzoni, Le diocesi d'Italia dalle origini al principio del secolo VII (an. 604), vol. I, Faenza 1927, p. 495 (italià)
- Giuseppe Cappelletti, Le Chiese d'Italia dalla loro origine sino ai nostri giorni, Venècia 1845, vol. III, pp. 411–439 (italià)
- Pius Bonifacius Gams, Series episcoporum Ecclesiae Catholicae, Leipzig 1931, pp. 666–667 (llatí)
- Konrad Eubel, Hierarchia Catholica Medii Aevi, vol. 4 Arxivat 2018-10-04 a Wayback Machine., p. 84; vol. 5, p. 86; vol. 6, p. 84 (llatí)
- Gaetano Moroni, Dizionario di erudizione storico-ecclesiastica, vol. II, Venècia 1840, p. 80 (italià)